# Marc Stein
Marc Stein (ur. 7 lipca 1985 w Poczdamie) – niemiecki piłkarz występujący na pozycji obrońcy w Stuttgarter Kickers.

## Kariera
Swoją karierę piłkarską Stein rozpoczynał w roku 2004 w Hansie Rostock. Początkowo Niemiec grał w zespole rezerw, do pierwszej drużyny został włączony w lipcu 2005 roku. Zadebiutował w niej 22 lutego 2006 roku w ligowym spotkaniu z Dynamem Drezno. Pierwszą bramkę zdobył natomiast 9 kwietnia w wygranym 3:0 meczu z 1. FC Saarbrücken. Swój pierwszy sezon w pierwszym zespole Hansy Stein zakończył z 11 ligowymi występami oraz jedną strzeloną bramką, jego zespół uplasował się na dziesiątym miejscu w tabeli rozgrywek 2. Bundesligi. W 2007 roku awansował z Hansą do pierwszej ligi. W najwyższej klasie rozgrywkowej w Niemczech Stein zadebiutował 11 sierpnia 2007 roku w meczu z Bayernem Monachium. Pierwszego gola zdobył natomiast w październikowym spotkaniu z FC Schalke 04. W sezonie 2007/2008 Stein był jednym z podstawowych zawodników swojej drużyny, jednak zajął z nią 17. miejsce w tabeli i spadł do drugiej ligi. Wówczas w letnim okienku transferowym przeszedł do Herthy Berlin. W nowej drużynie pierwszy występ zaliczył 17 sierpnia 2008 roku w pojedynku z Eintrachtem Frankfurt. W 2010 roku spadł z Herthą do drugiej ligi.
W 2010 roku przeszedł do FSV Frankfurt.